# ALF (ゲーム)
『ALF』（アルフ）は、Nexaが開発しセガより1989年5月に北米で発売されたセガ・マスターシステム用ソフト。同名テレビドラマを原作としている。日本では未発売。

## 項目一覧
Lantern（ランタン）
地下の暗い場所を照らす。
Ladder（梯子）
橋を作る。
Fuel（ガソリン）
宇宙船にエネルギーを供給する。
Pearl（真珠） / Gold Nugget（金塊）
換金アイテム。
Swimsuit（水着）
水中を泳げるようになる。
Costume（ピエロ衣装）
冗談アイテム。走っている犬が接触すると損傷する。
Key（鍵）
特定エリアのドアロックを解除する。
Salami（サラミ）
地下のコウモリを攻撃するために使用される武器。
Cat（ネコ）
地下へ入れるようになる。
Alf Book（アルフの伝記）
冗談アイテム。買って読むとタイトル画面に戻る。
Fish（ナマズ）
冗談アイテム。何の意味もない。
Spacesuit（宇宙服）
アルフが窒息死するのを防ぐことができる。ゲーム終盤の必須アイテム。

## スタッフ
- プログラム： Nexa, a division of Sphere
- ミュージシャン: Randy Roseberry
- プログラマー: Kevin Seghetti, Jinda Pan
- プロデューサー: John Sauer, John Emerson
- アーティスト: Jody Sather, George Kanalias